# Уйба, Владимир Викторович
Влади́мир (Валенти́н) Ви́кторович Уйба́ (род. 4 октября 1958, Омск, РСФСР, СССР) — российский государственный и политический деятель, врач и учёный в области профилактической медицины. Первый заместитель начальника Главного военно-медицинского управления Министерства обороны Российской Федерации с 7 ноября 2024 года.
Глава Республики Коми с 23 сентября 2020 года по 5 ноября 2024 года (врио 2 апреля — 23 сентября 2020). Секретарь Коми регионального отделения партии «Единая Россия» с 29 января 2022 года по 28 ноября 2024 года (врио 3 декабря 2021 — 29 января 2022).
В 2004—2020 годах — руководитель Федерального медико-биологического агентства России, в 2020 году — заместитель министра здравоохранения Российской Федерации (22 января — 2 апреля 2020). Доктор медицинских наук (2005), профессор. Действительный государственный советник Российской Федерации 1-го класса (2012). Заслуженный врач Российской Федерации, заслуженный деятель науки Российской Федерации.
За поддержку российской войны против Украины находится под персональными международными санкциями: Великобритании — с 26 июля 2022 года, Канады — с 19 августа 2022 года, Украины — с 19 октября 2022 года и США — с 15 декабря 2022 года .

## Биография
Родился 4 октября 1958 года (при рождении был назван Валентином, в период с 2010 по 2019 год сменил имя на Владимир) в Омске, в семье инженеров.

### Образование
В 1982 году окончил Свердловский государственный медицинский институт по специальности «врач-гигиенист, эпидемиолог».
В 2000 году окончил цикл «Экономика и управление на предприятии» в Академии народного хозяйства при правительстве Российской Федерации (РАНХиГС).
В 2005 году в Военно-медицинской академии имени С. М. Кирова в Санкт-Петербурге защитил диссертацию на тему «Управление качеством медицинской помощи в сети лечебно-профилактических учреждений специализированного государственного здравоохранения». Доктор медицинских наук. Профессор.
Автор и соавтор около 250 научных публикаций по проблемам общественного здоровья.

### Медицинская карьера
После медицинского института на протяжении 1982—1984 годов работал цеховым врачом-терапевтом поликлинического отделения № 3 городской больницы № 20 в Свердловске (ныне Екатеринбург).
В 1984—1989 годах — главный врач профилактория Белоярской АЭС в городе Заречный Свердловской области, член КПСС.
В 1989 году стал начальником медико-санитарной части № 32 3-го Главного управления при Минздраве СССР, расположенной в Заречном. Данное управление курировало вопросы космической медицины, профилактики и лечения работников предприятий и НИИ, связанных с атомной промышленностью, разработкой и производством ядерного, химического и бактериологического оружия. В 1992 году Третье управление было преобразовано в Федеральное управление медико-биологических и экстремальных проблем при Министерстве здравоохранения РФ (ФУМБЭП). Владимир Уйба остался в должности и возглавлял медсанчасть до 1999 года.
В 1999 году Владимир Уйба был назначен на должность заместителя руководителя Федерального управления медико-биологических и экстремальных проблем (Федеральное управление «Медбиоэкстрем») при Минздраве России и переехал в Москву. Руководителем ФУ «Медбиоэкстрем» являлся В. Д. Рева. Работал в должности до 2002 года.
В 2000 году принял участие в выборах мэра Заречного, но уступил во втором туре.
В короткий период с 2002 по 2003 годы был генеральным директором ООО «Виру» в Заречном, занимавшегося оптовой торговлей фармацевтическими и медицинскими товарами и техникой.
В июне 2003 года вернулся на госслужбу, на пост заместителя руководителя Федерального управления медико-биологических и экстремальных проблем при Минздраве. К тому моменту руководителем ФУ «Медбиоэкстрем» являлся М. Б. Мурин.
16 декабря 2003 года был назначен руководителем Федерального управления медико-биологических и экстремальных проблем (Федеральное управление «Медбиоэкстрем») при Минздраве РФ.
В 2004 году была проведена реформа федеральных органов исполнительной власти. В ходе реформы в октябре 2004 года указом президента В. В. Путина федеральное управление «Медбиоэкстрем» было упразднено, а на его базе создано Федеральное медико-биологическое агентство (ФМБА), подведомственное Министерству здравоохранения и социального развития РФ. Владимир Уйба возглавлял агентство с 6 ноября 2004 года по 22 января 2020 года.
Во время работы в ФМБА с 2005 года заведовал кафедрой общественного здоровья и здравоохранения Института повышения квалификации Академии постдипломного образования ФМБА России. В 2009 году занял пост ректора Института последипломного профессионального образования им. А. И. Бурназяна ФМБА (с переименованием в 2018 году — Медико-биологический университет инноваций и непрерывного образования ФМБА (МБУ ИНО ФМБА)). К началу весны 2020 года продолжал возглавлять кафедру общественного здоровья и здравоохранения. Входит в состав учёного совета МБУ ИНО. Также Владимир Уйба по состоянию на начало 2020 года был главным редактором журналов «Медицина экстремальных ситуаций» и «Медицинская радиология и безопасность».
Под руководством Уйба ФМБА разрослось, по его собственному определению, в «суперминистерство», которое объединило больше 300 научных и лечебных учреждений. Бюджет организации достигал 80 млрд рублей в год. В частности, ведомство отвечает за медицинскую часть российской космической программы и здоровье космонавтов, донорство крови, разработку и производство вакцин, медицинскую составляющую спорта высоких достижений. ФМБА участвовало в гуманитарной миссии во время войны в Грузии в 2008 году и некоторое время после неё.
9 ноября 2015 года глава ФМБА Владимир Уйба назвал доклад независимой комиссии WADA о массовом употреблении допинга российскими легкоатлетами и укрывательстве Международной ассоциацией легкоатлетических федераций злоупотреблений со стороны России провокацией, устроенной с целью «спровоцировать и скомпрометировать Россию».
Владимир Уйба фигурировал в уголовных делах, связанных со строительством космодрома «Восточный».
21-22 января 2020 года в Минздраве России произошла «рокировка»: глава федеральной службы по надзору в сфере здравоохранения Михаил Мурашко указом президента Владимира Путина был назначен новым министром здравоохранения РФ, бывший министр Вероника Скворцова распоряжением премьер-министра Михаила Мишустина была назначена главой ФМБА (при этом ФМБА было выведено из подчинения Минздрава). Уже 22 января распоряжением премьер-министра был назначен заместителем нового министра здравоохранения.

### Временно исполняющий обязанности Главы Республики Коми
2 апреля 2020 года Владимир Уйба указом президента России назначен временно исполняющим обязанности главы Республики Коми. На этой должности он сменил Сергея Гапликова, ушедшего в отставку на фоне тяжёлой ситуации в регионе с коронавирусной инфекцией COVID-19. Полпред президента в СЗФО Александр Гуцан, представляя Владимира Уйбу властям региона, отмечал, что его медицинский опыт должен помочь в разрешении кризиса.
После назначения Владимир Уйба провёл ряд перестановок в региональном правительстве и привлёк ряд людей из ФМБА: врио зампреда республиканской администрации он назначил Сергея Мамонова, бывшего руководителя центра информационных технологий экстремальных проблем ФМБА, Дмитрий Самоваров был назначен руководителем администрации. Было обновлено руководство регионального Минздрава: новый министр Виктория Филина и её заместители также пришли из ФМБА. Также в апреле Уйба высказался против строительства полигона Шиес, на границе Архангельской области и Коми.
17 апреля Владимир Уйба объявил, что будет участвовать в выборах главы Республики Коми, назначенных на единый день голосования 13 сентября 2020 года. 24 июня он официально выдвинул свою кандидатуру, 6 августа был зарегистрирован республиканским избиркомом от партии Единая Россия

### Глава Республики Коми
На выборах Главы Республики Коми (2020) Владимир Уйба выдвинут кандидатом от Единой России, набрав 73,16 % голосов при явке 30,16 % от общего числа зарегистрированных избирателей, опередил своих оппонентов, став руководителем субъекта. Инаугурация состоялась 23 сентября 2020. За кандидата Уйбу проголосовали не более 10 % всех зарегистрированных избирателей региона, в связи с этим КПРФ отказалась признавать его легитимно избранным главой Коми и назвала «самозванцем»
С 21 декабря 2020 — член президиума Государственного Совета Российской Федерации.
Владимир Уйба попал в больницу с коронавирусом в июне 2021 года. В социальных сетях он уточнил, что его состояние удовлетворительное.
На выборах в Государственную думу (2021) возглавил региональный партийный список кандидатов в депутаты Единой России.
С 29 января 2022 — секретарь Коми регионального отделения партии «Единая Россия» (врио 3 декабря 2021 — 29 января 2022).
5 ноября 2024 года сообщил об уходе в отставку. В этот же день отставка была принята президентом России Владимиром Путиным.

#### Конфликт с депутатом Олегом Михайловым
Серьёзный конфликт произошёл 29 апреля 2021 года после того, как Олег Михайлов с трибуны Госсовета Коми раскритиковал доклад Уйба о работе местного правительства за 2020 год. Михайлов указал в своём выступлении на то, что Уйба незаконно занимает должность главы Коми, провёл предвыборную кампанию «как законченный трус» подобрав себе в соперники откровенных спойлеров, собрав за них подписи муниципального фильтра через административный ресурс. Также Михайлов указал, что КПРФ посчитала выборы главы Коми 2020 года нелегитимными, не признала их итоги и объявила Уйбу самозванцем. Во время выступления Михайлова с жёсткой критикой деятельности Уйба, спикер Госсовета Сергей Усачёв отключил депутату микрофон.
После того, как блок вопросов и выступлений закончился, был объявлен перерыв, во время которого глава Коми В. Уйба подошёл к Михайлову начал нецензурно выяснять отношения и угрожать, после чего предложил «пойти выйти, если ты мужик», а также пообещал «дать *****» и «урыть *****».
«Очевидно, что человек с такой лексикой, такими манерами не может быть главой Республики Коми. Однако, принимая во внимание ресурсы и статус главы, я отношусь к этим угрозам со всей серьёзностью», — заявил Михайлов. Он добавил, что уже подготовил обращение в правоохранительные органы по этому поводу.
Пресс-секретарь Президента России Дмитрий Песков прокомментировал конфликтную ситуацию между депутатом госсовета Коми от КПРФ Олегом Михайловым и главой региона Владимиром Уйбой в Кремле, назвав её не публичным «мужским разговором», который не подлежит оценке.
Пресс-секретарь главы Коми признал, что после критики депутата в перерыве сессии Госсовета Коми за пределами зала Уйба подошёл к Михайлову и в жёсткой форме потребовал объяснений. При этом он обратился к депутату «на том же языке, на котором Олег Алексеевич, судя по всему, только и понимает», также провластные СМИ в Коми обвинили депутата в трусости и отказе принять вызов на разговор по-мужски.
Конфликт получил новое развитие 3 мая 2021 года, после публикации Михайловым нового видео на канале в YouTube, где депутат вызвал на дебаты главу Коми.

### В Минобороны России
7 ноября 2024 года назначен первым заместителем начальника Главного военно-медицинского управления Министерства обороны Российской Федерации.

## Скандалы
- В августе 2020 года по заявлением депутата Госдумы Олега Михайлова при прямом вмешательстве кандидата на пост Главы Коми, а также на тот момент и. о. Главы Коми Владимира Уйбы и его технологов Михайлова не зарегистрировали как кандидаты на пост Главы Коми. На тот момент Михайлов имел преимущество и лидировал с большим отрывом по всем опросам.[47] КПРФ результаты выборов не признало,[48] назвав выигравшего в отсутствии реальных конкурентов Уйбу «самозванцем»[49]
- 29 апреля 2021 года Уйба грубо и в матерной форме высказал угрозы в адрес депутата Государственного Совета Республики Коми Олега Михайлова[50][51]
- 14 декабря 2022 года Уйба назвал «экологическим мусором»[52] активистов, которые выступают против строительства завода по сортировке отходов. Во время прямой линии Уйба отметил, что власти субъекта начали решать вопрос раздельного сбора мусора и его сортировки. Однако экоактивисты начали выступать против строительства завода. В данном вопросе Уйба предложил разделять людей. К первой группе он отнес тех, кто хочет создать экореспублику, а протестующих — к другой. «Есть люди, которые не хотят этого, и им чем хуже, тем лучше, тогда это вот эти люди. Вот этот вот, извините, экологический мусор». Он также назвал протестующих врагами.[53]
- 17 мая 2022 года на встрече с жителями пос. Мутный Материк Уйба[54] предложил составить «перспективный перечень вопросов по селу» и отправить ему, на что те ответили, что составляют его каждый год, на что Уйба заявил им, что никогда его не видел. Тогда одна из жительниц села предложила направить список напрямую президенту России Владимиру Путину. На это предложение Уйба ответил резко: «Да какой Путин! У вас я — Путин!» «Вы — наш Путин?» — удивился один из присутствующих. «Да, конечно, я для вас — Путин. А кто я для вас?».[55]
- 22 ноября Уйба заявил[56], что ВСУ шесть раз ударили по автоколонне губернатора Коми из реактивной системы залпового огня (РСЗО) HIMARS в ЛНР, об этом он сообщил на встрече с семьями участников военной операции[57]. Уйба пояснил, что приезжал в зону военных действий под Кременной, «Мы вчера пока перемещались, по нам шесть раз ударили „Хаймерсами“. Шесть раз! Мы ехали, у нас же два автобуса огромных, набитых обмундированием, и два джипа.[58] И вот по нашей колонне шесть раз „Хаймерсами“ били, потому что мы цель такая нарядная»[59].
- На встрече с жителями Эжвы 18 декабря 2022 года он рассказал о строительстве мусорного полигона. Сообщается, что в конце встречи возмущенные словами губернатора местные жители потребовали Уйбу извиниться, но вместо этого он предложил им разойтись и посмотреть футбол.[60]
- 26 апреля 2023 года[61] Уйба, которого остановили сотрудники ДПС за нарушение правил парковки, отказался переставлять авто и взамен приказал[61] полицейским создать ему привилегированную зону охраны.[62] При этом нарушитель ПДД назвал себя «гарантом Конституции» и нагрубил Инспектору ДПС,[61] который подошёл к Уйбе после жалобы жителей на неправильно припаркованный автомобиль.[63] Глава региона ответил, что никакого нарушения нет — и вообще полиция должна оцепить территорию[64], где он проводит совещание.

Еще раз говорю — глава проводит совещание. Временно территорию я оцепил под себя. Вы должны встать вот сюда с проблесковыми [маячками] и сказать: территория оцеплена под проведение совещания главы республики. Гаранта конституции! Вот теперь встаньте и стойте, — потребовал Уйба.
Губернатор пояснил, что «граждане жалуются на то, на что жаловаться не надо».
В связи с данными событиями ряд депутатов Госдумы потребовали отставки Главы Коми Владимира Уйбы: Олег Михайлов (КПРФ), Нина Останина (КПРФ), Евгений Попов (Единая Россия)

### Санкции
С июля 2022 года, за поддержку вторжения России на Украину, находится под санкциями Великобритании.
19 августа 2022 года внесён в санкционный список Канады «близких соратников режима» как «соучастник агрессии российского режима против Украины».
19 октября 2022 года Уйба попал под санкции Украины как глава республики «осуществлявший поддержку/поощрение /публичное одобрение политики РФ, направленной на проведение военных действий и геноцид гражданского населения в Украине».
С 15 декабря 2022 года находится под санкциями США за реализацию указа о мобилизации и призыв граждан на войну.
По аналогичным причинам находится под санкциями Австралии и Новой Зеландии.

## Семья
Супруга Галина Юрьевна Уйба (в девичестве — Казакова). По образованию врач, владеет животноводческой фермой в деревне Афанасово Калужской области.
У Владимира Уйба пятеро детей: четверо сыновей и дочь. Илья и Савва на 2020 год — школьники. Два совершеннолетних сына работают в медицине: Артём Уйба — заместитель директора алтайского филиала Научного центра биомедицинских технологий ФМБА, Станислав Уйба — гендиректор российско-никарагуанской компании Mechnikov S.A., занимающейся разработкой вакцин.

## Собственность и доходы
Владимир Уйба, возглавляя ФМБА, заработал в 2019 году 3 306 865,14 рублей (в 2018 году — 7 556 810,88 рублей). В его собственности квартира площадью 114,7 м² и гаражный бокс, машина ГАЗ-20, мотоцикл Урал L40018, в пользовании квартира площадью 67,6 м².
Доход супруги врио губернатора составил 2 590 045,91 рублей, у неё в долевой собственности два земельных участка площадью 623 и 1928 м², три жилых дома площадью 69,7, 68,5 и 192,8 м², в индивидуальной собственности квартира площадью 67,6 м²
По данным журналистских расследований, у семьи Уйба и его близких имеется незадекларированное имущество, также СМИ сообщали о работе его сына в одном из проектов ФМБА. По данным «Важных историй» Уйба не декларировал как минимум десять объектов недвижимости в Московской и Калужской областях, принадлежащие его супруге Галине Казаковой, общей стоимостью почти 70 млн руб. и площадью почти 75 тысяч кв. метров.

## Награды, премии, почётные звания
Награждён орденами «За заслуги перед Отечеством» II, III (2014) и IV (2011) степеней, орденом Александра Невского, тремя орденами Мужества, орденом Дружбы Республики Южная Осетия (2012), благодарностями Президента России (2008), почётной грамотой Президента Российской Федерации (2010), Почётной грамотой Минздравсоцразвития России (2008), медалями, в частности медалью «За заслуги перед Чеченской Республикой» (2017), нагрудным знаком «Отличник здравоохранения» (1995).
Лауреат премии Правительства Российской Федерации в области науки и техники (2004). Лауреат премии Правительства Российской Федерации в области образования (2013).
Заслуженный врач Российской Федерации (1998). Заслуженный деятель науки Российской Федерации (2017).
Заслуженный врач Чеченской Республики (2017), Заслуженный врач Республики Ингушетия, Заслуженный врач Республики Южная Осетия.